# Phong cầm
Phong cầm, đàn xếp hay ắc-coóc-đê-ông là một loại nhạc cụ cầm tay, dùng phương pháp bơm hơi từ hộp xếp bằng vải hay giấy, thổi hơi qua các van điều khiển bằng nút bấm đến các lưỡi gà bằng kim loại để phát ra tiếng nhạc.
Loại phong cầm thông dụng có phần phím bấm bên tay phải cho tiếng cao (treble) với các thanh bấm như đàn piano và phần nút bấm bên tay trái cho tiếng trầm (bass). Giữa hai phần này là hộp xếp bằng vải hay giấy cứng. Người chơi đàn đeo phong cầm trên ngực với hai giây chằn trên vai. Tay phải bấm phiếm treble, tay trái vừa bấm nút tiếng bass vừa kéo hộp xếp ra vào để ép hơi. Hơi trong hộp giấy đẩy ra theo van của các nút hay thanh bấm, đi vào hệ thống lưỡi gà và tạo ra âm thanh. Khi hộp xếp được kéo ra, hơi từ bên ngoài bị hút vào và bị đẩy qua hệ thống lưỡi gà để tạo ra âm thanh khác.

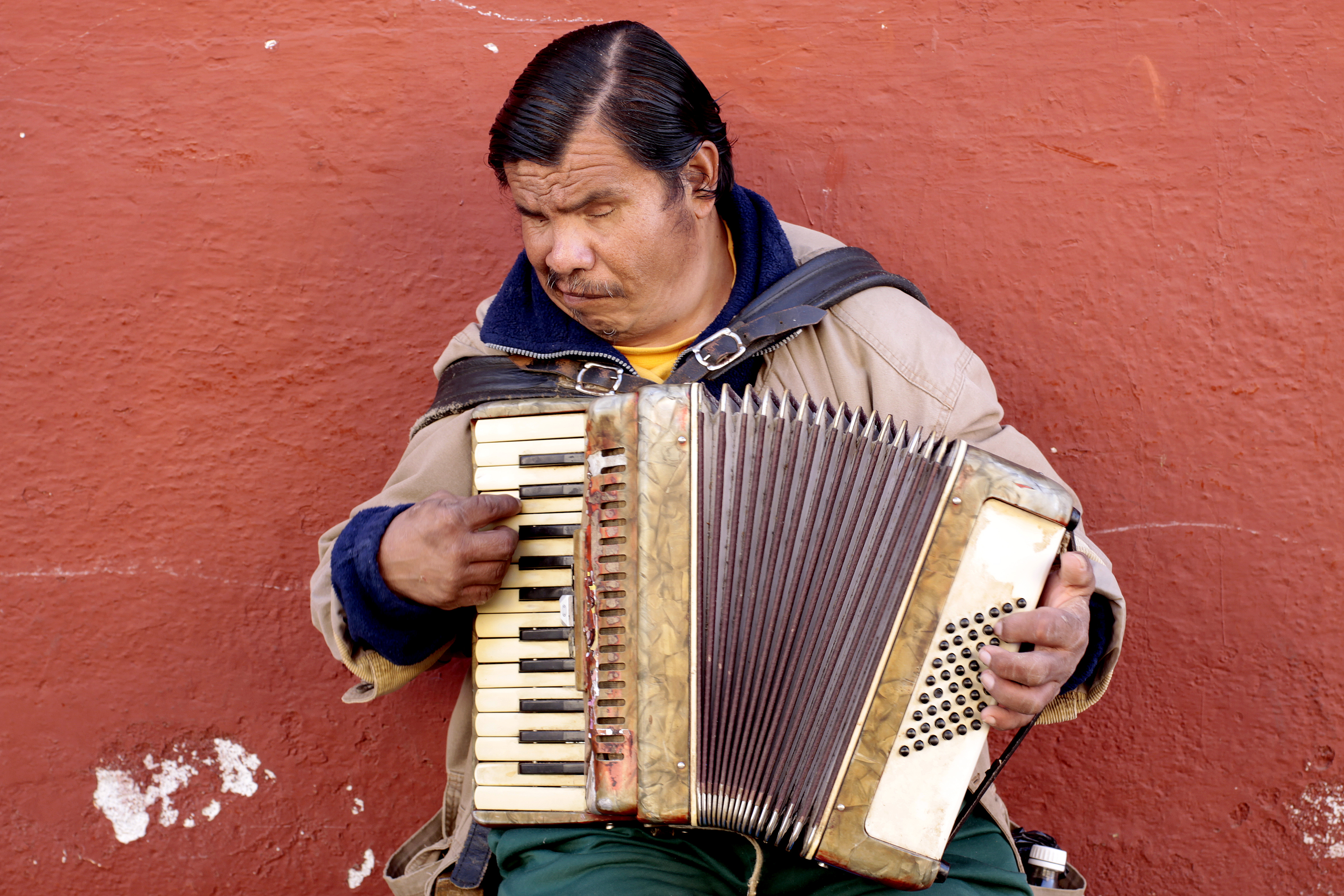
Một nhạc công khiếm thị đang chơi phong cầm ở Patzcuaro, Michoacán, México